# Vasspapegojnäbb
Vasspapegojnäbb (Paradoxornis heudei) är en fåtalig östasiatisk tätting som numera placeras i familjen papegojnäbbar.

## Utseende
Vasspapegojnäbben är en 18-20 cm lång fågel med kraftig, papegojliknande gul näbb. Den är den enda arten bland papegojnäbbarna som har en särskild häckningsdräkt.

### Sommardräkt
Sommartid är den skiffergrå ovan från hjässan till övre delen av manteln, medan den nedre delen är mörkt kastanjebrun. På huvudet syns ett svart längsgående hjässband från ovan ögat och bakåt samt vitaktig kind och halssida. Nedre delen av bröstet samt från nedre delen av manteln till ryggen är den mörkt kastanjebrun, något ljusare på flankerna.

### Vinterdräkt
Utanför häckningstid är den brett streckad från panna och hjässmitt till nacke i askgrått och skär- eller gräddvitt. Det breda hjässbandet är varmbrunt och svartstreckat, medan örontäckarna är blekt skär- eller gräddvita.

## Läte
Sången består av en lång serie toner som i engelsk litteratur beskrivs som "chut", "chu" eller "hiu".

## Utbredning och systematik
Vasspapegojnäbb är den nordligast förekommande av alla papegojnäbbar. Den delas in i två underarter med följande utbredning:
- polivanovi (inklusive mongolicus[6]) – sydöstligaste Sibirien (Chanka) och södra Ussuriland
- heudei – östra Kina (sydöstra Shandong söderut till Jiangsu och inåt landet till norra Jiangxi)

Underarten polivanovi urskildes tidigare som egen art, nordlig papegojnäbb. 

### Släktestillhörighet
Tidigare inkluderades alla papegojnäbbar förutom större papegojnäbb i Paradoxornis. DNA-studier visar dock att större papegojnäbb och även den amerikanska arten messmyg (Chamaea fasciata) är inbäddade i släktet. Paradoxornis delades därför upp i ett antal mindre släkten. Initialt behölls vasspapegojnäbben i Paradoxornis, men en genetisk studie från 2019 visade dock att den i själva verket är systerart till en grupp bestående av de övriga två Paradoxornis-arterna, men även Conostoma, Cholornis och Psittiparus. Författarna till studien rekommenderade att den lyfts ut till ett eget släkte, Calamornis. De världsledande taxonomiska auktoriteterna International Ornithological Congress (IOC) och eBird/Clements följde inledningsvis rekommendationerna, men valde därefter att istället expandera Paradoxornis till att omfatta även Conostoma, Cholornis, Psittiparus och Calamornis. På så sätt delas papegojnäbbarna upp i två släkten, Paradoxornis för de större arterna (inklusive större papegojnäbb) som är systergrupp till messmygen, och så Suthora för de mindre.

### Familjetillhörighet
DNA-studier visar att papegojnäbbarna bildar en grupp tillsammans med den amerikanska arten messmyg, de tidigare cistikolorna i Rhopophilus samt en handfull släkten som tidigare också ansågs vara timalior (Fulvetta, Lioparus, Chrysomma, Moupinia och Myzornis). Denna grupp är i sin tur närmast släkt med sylvior i Sylviidae och har tidigare inkluderats i den familj, vilket i stor utsträckning görs fortfarande. Enligt sentida studier skilde sig dock de båda grupperna sig åt för hela cirka 19 miljoner år sedan, varför tongivande International Ornithological Congress (IOC) numera urskilt dem till en egen familj, Paradoxornithidae. Denna linje följs här.

## Levnadssätt
Vasspapegojnäbben är som namnet antyder bunden till vassbälten. Den ses i par under häckningstid, resten av året i grupper om fem till 15 fåglar som rör sig genom vassen på jakt efter insekter. Fågeln häckar mellan maj och augusti. Den bygger ett vackert, skålformat bo av död vass som placeras ungefär 1,5 meter ovan mark. Däri lägger den två till fem ägg. Arten är stannfågel.

## Status
Vasspapegojnäbben tros minska relativt kraftigt på grund av habitatförlust av vassbälten som den är bunden till. Internationella naturvårdsunionen IUCN kategoriserar den däför som nära hotad. Världspopulationen har inte uppskattats, men den beskrivs som lokalt vanlig.

## Namn
Fågelns vetenskapliga artnamn hedrar Pierre Marie Heude (1836-1902), fransk concholog, missionär och samlare av specimen i Kina.